# 12928 Nicolapozio
12928 Nicolapozio este un asteroid din centura principală de asteroizi.

## Descriere
12928 Nicolapozio este un asteroid din centura principală de asteroizi. A fost descoperit pe 30 septembrie 1999 la San Marcello Pistoiese de Andrea Boattini și Giuseppe Forti. Asteroidul prezintă o orbită caracterizată de o semiaxă mare de 2,67 ua, o excentricitate de 0,08 și o înclinație de 14,1° în raport cu ecliptica.